# Saint-Paul-lès-Durance
Saint-Paul-lès-Durance – miejscowość i gmina we Francji, w regionie Prowansja-Alpy-Lazurowe Wybrzeże, w departamencie Delta Rodanu.
Według danych na rok 1990 gminę zamieszkiwały 643 osoby, a gęstość zaludnienia wynosiła 14 osób/km² (wśród 963 gmin regionu Prowansja-Alpy-W. Lazurowe Saint-Paul-lès-Durance plasuje się na 443. miejscu pod względem liczby ludności, natomiast pod względem powierzchni na miejscu 162.).